# Сафван ибн Муаттал
Сафван ибн аль-Муаттал ас-Сулами (араб. صفوان بن المعطل السلمي‎ Ṣafwān ibn al-Muʿaṭṭal al-Sulamī; Медина — 679) — сподвижник исламского пророка Мухаммеда и арабский военачальник во время мусульманских завоеваний. Он был одним из первых членов племени Бану Сулейм, принявших ислам. Поэт Абдуллах ибн Убайй предположительно обвинил его в любовной связи с женой Мухаммеда Аишей после того, как они разлучились во время каравана, направлявшегося в Медину. Позже Сафван стал военачальником и перебрался из Медины в Басру во время мусульманского завоевания этого региона. После этого он участвовал в военных кампаниях против византийцев в Аль-Джазире (Верхняя Месопотамия) и Армении, где, как сообщается, был убит. Однако другие источники указывают на то, что он умер десятилетия спустя, будучи наместником Армении.

## Биография

### Ранний период жизни
Сафван ибн аль-Муатталь принадлежал к клану Дакван большого племени Бану Сулайм. Год его рождения не указан в источниках. Большая часть племени Бану Сулайм населяла регион Аль-Харра, и многие члены Дакван жили в городе Мекка, где они поддерживали тесные связи с курайшитами; Сафван был исключением среди Дакван и жил в Медине. Он принял ислам как раз перед походом Мухаммеда к колодцу Аль-Мурайси в 627 году.
Сафван стал предметом споров после экспедиции, когда он и жена Мухаммеда Аиша отделились от каравана, возвращавшегося в Медину. Ходили слухи, что у них была внебрачная связь, но обвинения оказались ложными. Сафван обвинил известного арабского поэта Хассана ибн Сабита в распространении слухов и, как говорят, ударил его по голове мечом в гневе. Хасан пожаловался Мухаммеду, который возместил ему ущерб, предложив Хасану либо египетскую невесту, либо участок земли; взамен Сад ибн Убада, видный мусульманин из Медины, заставил Хасана отказаться от требования возмездия Сафвану, который, по сути, остался безнаказанным за свой поступок. Историк Готье Х. А. Юйнболл утверждает, что достоверность историй, окружающих предполагаемый инцидент между Сафваном, Аишей и Хасаном ибн Сабитом, «трудно установить; они могут быть не более чем фоновыми украшениями роли Сафвана в этом деле, если предположить, что рассказ исторически достоверен».

### Командующий в Аль-Джазире и Армении
После мусульманского завоевания Ирака Сафван поселился в арабской военной колонии в Басре, в районе недалеко от старого рыночного центра Мирбада. Он стал командующим во время мусульманских завоеваний Аль-Джазиры (Верхняя Месопотамия). По словам мусульманского историка аль-Вакиди, в 639 году Сафван командовал левым крылом 5-тысячной армии Ияда ибн Ганма во время начала кампании по завоеванию Аль-Джазиры; аль-Вакиди далее утверждает, что Халид ибн аль-Валид был частью левого крыла Сафвана, хотя другие сообщения противоречат этому утверждению. Когда Ияд достиг Харрана, он отправил Сафвана и Хабиба ибн Масламу аль-Фихри покорить Самосату; После того, как Сафван и Маслама захватили несколько деревень и фортов в окрестностях Самосаты, горожане договорились с мусульманами об условиях капитуляции, гарантируя им личную безопасность и не причинение вреда их имуществу в обмен на подушный налог и признание мусульманского правления.
Когда Усман ибн Аффан в 644 году стал третьим Праведным халифом, он назначил Муавию ибн Абу Суфьян правителем всей Сирии, Аль-Джазиры и пограничных районов этих провинций. Усман приказал Муавии продолжить завоевание Шимшата в Армении, задачу, которую он делегировал Сафвану и Хабибу ибн Масламе. Последние двое разбили лагерь вокруг города на несколько дней и вынудили его сдаться на условиях, схожих с капитуляцией Самосаты; в других сообщениях упоминается, что сам Муавия возглавил эту кампанию, а Сафван и Хабиб выступили в качестве заместителей. В любом случае, Муавия назначил Сафвана правителем Шимшата.
Позже Хабиб предпринял неудачную попытку захватить армянскую крепость Камача (Хисн Камх) у её византийских защитников; Сафван также потерпел неудачу в последующем штурме крепости. Однако в 678/79 году войска Сафвана наконец покорили Камачу; член клана Сулейми Дакван, Умайр ибн аль-Хубаб, сыграл важную роль в капитуляции Камачи. Сообщения сильно различаются относительно года смерти Сафвана, один из источников упоминает, что он погиб, сражаясь в Армении в 638 году, а другие источники, включая аль-Вакиди, утверждают, что он умер в качестве наместника Армении в 678/79 году.